# Seriatopora guttatus
Seriatopora guttatus е вид корал от семейство Pocilloporidae. Видът не е застрашен от изчезване.

## Разпространение и местообитание
Разпространен е в Австралия, Британска индоокеанска територия, Виетнам, Индонезия, Камбоджа, Коморски острови, Мавриций, Мадагаскар, Майот, Малайзия, Мозамбик, Папуа Нова Гвинея, Провинции в КНР, Реюнион, Сейшели, Сингапур, Соломонови острови, Тайван, Тайланд и Филипини.
Обитава океани, морета и рифове. Среща се на дълбочина около 12 m.